# Hotel del Luna
Hotel del Luna este un film serial sud-coreean din anul 2019 produs de postul tvN.

## Distribuție
- IU - Jang Man-wol
- Yeo Jin-goo - Ku Chan-Seong
- Kang Mi-na - Kim Yu-na
- P.O - Ji Hyun-joong
- Park Yoo-na - Lee Mi-ra
- Hong Seok Kang - Death
- Jeong-geun Sin - Kim Seon-bi
- Lee Do-hyun - Go Chung Myung